# Provinz Nicolás Suárez
Nicolás Suárez ist eine Provinz im nordwestlichen Teil des Departamento Pando im Tiefland des südamerikanischen Anden-Staates Bolivien. Die Provinz hieß bis zum Jahr 1951 „Provinz Tahuamanu“, seitdem trägt sie ihren Namen nach dem Kautschukbaron Nicolás Suárez (1861–1940), der zu Zeiten des Kautschuk-Booms weite Teile des Departamento Pando und des Departamento Beni in seinem Besitz hatte.

## Lage
Die Provinz ist eine von fünf Provinzen im Departamento Pando. Sie grenzt im Norden an die Republik Brasilien, im Westen an die Republik Peru, im Süden an die Provinz Manuripi, und im Osten an die Provinz Abuná.
Sie erstreckt sich zwischen 10° 39' und 11° 27' südlicher Breite und 67° 33' und 69° 34' westlicher Länge, ihre Länge von Südwesten nach Nordosten beträgt 370 Kilometer, ihre Breite von Norden nach Süden bis zu 100 Kilometer.

## Bevölkerung
Die Einwohnerzahl der Provinz Nicolás Suárez ist in den vergangenen drei Jahrzehnten auf fast das Vierfache angestiegen
| Jahr | Einwohner | Quelle       |
| ---- | --------- | ------------ |
| 1992 | 18 447    | Volkszählung |
| 2001 | 29 536    | Volkszählung |
| 2012 | 60 297    | Volkszählung |
| 2024 | 69 378    | Volkszählung |

42,4 Prozent der Bevölkerung sind jünger als 15 Jahre, der Alphabetisierungsgrad in der Provinz beträgt 78,1 Prozent.
84,7 Prozent der Bevölkerung sprechen Spanisch, 4,9 Prozent Quechua, 3,1 Prozent Aymara. (1992)
51,9 Prozent der Bevölkerung haben keinen Zugang zu Elektrizität, 33,0 Prozent leben ohne sanitäre Einrichtung. (1992)
83,9 Prozent der Einwohner sind katholisch, 13 % sind evangelisch. (1992)

## Gliederung
Die Provinz Nicolás Suárez untergliederte sich bei der letzten Volkszählung von 2024 in die folgenden vier Verwaltungsbezirke (bolivianisch „Municipios“):
- 09-0101 Municipio Cobija 54.386 Einwohner
- 09-0102 Municipio Porvenir 8.970 Einwohner
- 09-0103 Municipio Bolpebra 2.390 Einwohner
- 09-0104 Municipio Bella Flor 3.632 Einwohner

## Ortschaften in der Provinz Nicolás Suárez
- Municipio Cobija
  - Cobija 42.849 Einw. – Villa Busch 734 Einw. – Bella Vista 624 Einw. – 6 de Agosto 444 Einw.

- Municipio Porvenir
  - Porvenir 4267 Einw. – Villa Rojas 1231 Einw. – Cachuelita Bajo 122 Einw.

- Municipio Bolpebra
  - Mukden 432 Einw. – Naerufa 343 Einw. – San Pedro de Bolpebra 132 Einw.

- Municipio Bella Flor
  - Puerto Evo Morales 721 Einw. – Santa Lucía 308 Einw. – Santa Lourdes 191 Einw. – San Pedro 190 Einw. – El Carmen 166 Einw. – Palacios 40 Einw.